# Пясек-Великий
Пясек-Великий (пол. Piasek Wielki) — село в Польщі, у гміні Новий Корчин Буського повіту Свентокшиського воєводства.
Населення — 498 осіб (2011).
У 1975-1998 роках село належало до Келецького воєводства.

## Демографія
Демографічна структура на день 31 березня 2011 року:
|          | Загалом | Допрацездатний вік | Працездатний вік | Постпрацездатний вік |
| -------- | ------- | ------------------ | ---------------- | -------------------- |
| Чоловіки | 236     | 43                 | 157              | 36                   |
| Жінки    | 262     | 43                 | 131              | 88                   |
| Разом    | 498     | 86                 | 288              | 124                  |